# Atles lunar parisenc
L'atles lunar sistemàtic parisenc (o atles lunar parisenc) va ser el primer atles lunar fotogràfic (sense dibuixos). Es va fer mitjançant el gran telescopi reflector de muntura equatorial en forma de colze en l'observatori de París el 1885 i l'any següent es va publicar en forma de 48 fulls de gran format per part de Maurice Lœwy i Pierre Puiseux. L'atles mostra la cartografia més precisa fins a la data de la superfície lunar amb la visió des de la Terra.

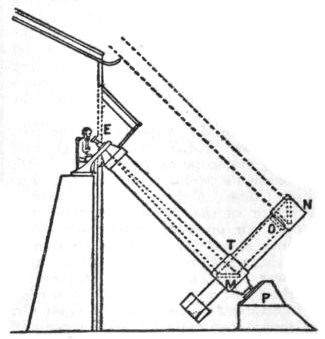
Esquema del telescopi de colze de Lœwy

Els mapes estan ordenats en 24 parells d'imatges, cada mapa talla la mateixa regió de lluna per fer-ne un augment i es mostren les fases lunars, així com amb il·luminació des de l'est i a l'oest, obtenint així la interpretació selenográfica-geològica dels cràters i rimes lunars, cúpules volcàniques i sistemes de muntanyes.
Un treball que el va seguir va ser el Atlas photographique de la Lune, que els mateixos autors van realitzar el 1910 en 12 parts d'impressió. Lœwy i Puiseux van construir un telescopi equatorial i van realitzar un total d'aproximadament 6.000 sondeigs lunars de llarg abast.